# Operace Lustre
Operace Lustre byla britskou vojenskou operací v roce 1941, jejímž cílem byla námořní přeprava expedičního sboru o síle 62 000 mužů složeného z britských, australských, novozélandských a polských jednotek (tzv. W force) pod velením britského generálporučíka Henryho Maitlanda Wilsona do Řecka.

## Průběh operace
Impulsem pro spuštění operace Lustre bylo přistoupení Bulharska k Ose Berlín-Řím-Tokio dne 1. března 1941 a následný vstup wehrmachtu na jeho území. Operace byla zahájena jen tři dny poté, tj. 4. března 1941 a trvala do 24. dubna téhož roku. Přeprava sboru se odehrávala v režii Royal Navy mezi městy Alexandrie v Egyptě a Pireus v Řecku. Pireus byl tehdy jediným přístavem v Řecku, kde bylo možné vykládat těžkou vojenskou techniku. Mezi čtvrtým a devátým březnem byl vypravován více než jeden konvoj denně, poté jeden konvoj za dva dny. Každý konvoj byl obvykle doprovázen trojicí torpédoborců, v prostoru Egejského moře byl navíc k dispozici protiletadlový křižník. Z důvodu obav z italského námořního útoku bylo po celou dobu operace v pohotovosti britské válečné loďstvo pod velením admirála Cunninghama dislokované v Alexandrii. Operace byla ukončena 24. dubna 1941 v důsledku rychlého postupu německých vojsk v rámci balkánského tažení a podpisu kapitulace Řecké armády, která se odehrála den před tím. Operace Lustre plynule přešla v evakuaci britských vojsk z Řecka (Operace Demon).